# Funaria commixta
Funaria commixta är en bladmossart som beskrevs av Thériot 1926. Funaria commixta ingår i släktet spåmossor, och familjen Funariaceae. Inga underarter finns listade i Catalogue of Life.